# Handelskammer
Et handelskammer er en interesseorganisation, der arbejder for at fremme de handlendes (kommercielle) interesser.
Handelskamre har eksisteret siden 1599, hvor det første blev grundlagt i Marseille. Hanelskamrene er regionale og uafhængige organisationer, der arbejder for et bedre erhvervsklima og øgede handelsrelationer, infrastrukturspørgsmål m.v. I de fleste lande er virksomhederne i handelskammerets område obligatorisk medlem af handelskammeret; dog er det i USA, Storbritannien og Skandinavien helt frivilligt om man vil være medlem.
Danske eksempler på handelskamre er Det Danske Handelskammer, Fynsk Erhverv (tidl. Industri- og Handelskammeret Fyn) og ikke mindst Aalborg Industri- & Handelskammer, der er landets ældste og største handelskammer. Dette handelskammer kan føre sin historie tilbage til 1431.